# Dinaspis dilatilobis
Dinaspis dilatilobis är en insektsart som först beskrevs av Green 1922.  Dinaspis dilatilobis ingår i släktet Dinaspis och familjen pansarsköldlöss.
Artens utbredningsområde är Sri Lanka. Inga underarter finns listade i Catalogue of Life.